# Palmarès du championnat du monde de Formule 1
Le palmarès du championnat du monde de Formule 1 recense les titres attribués depuis sa création, en 1950 pour les pilotes et en 1958 pour les constructeurs.
Au terme de la saison 2024, trente-quatre pilotes et quinze constructeurs ont été titrés ; les tenants en titre étant Max Verstappen et McLaren Racing. Les pilotes les plus titrés de l'histoire de la discipline sont Michael Schumacher et Lewis Hamilton avec sept titres chacun ; chez les constructeurs, le record est tenu par la Scuderia Ferrari avec seize titres.

## Palmarès des championnats du monde des pilotes par saison
| Année | Vainqueur              | Automobile/Pneus         | Automobile/Pneus |                       | Deuxième              | Troisième    |                                   | Constructeur | Moteur |
| 1950  | Giuseppe Farina        | Alfa Romeo               | P                | Juan Manuel Fangio    | Luigi Fagioli         | Non décerné  | Non décerné                       |              |        |
| 1951  | Juan Manuel Fangio     | Alfa Romeo               | P                | Alberto Ascari        | José Froilán González | Non décerné  | Non décerné                       |              |        |
| 1952  | Alberto Ascari         | Ferrari                  | P F              | Giuseppe Farina       | Piero Taruffi         | Non décerné  | Non décerné                       |              |        |
| 1953  | Alberto Ascari (2)     | Ferrari                  | P                | Juan Manuel Fangio    | Giuseppe Farina       | Non décerné  | Non décerné                       |              |        |
| 1954  | Juan Manuel Fangio (2) | Maserati / Mercedes-Benz | P C              | José Froilán González | Mike Hawthorn         | Non décerné  | Non décerné                       |              |        |
| 1955  | Juan Manuel Fangio (3) | Mercedes-Benz            | C                | Stirling Moss         | Eugenio Castellotti   | Non décerné  | Non décerné                       |              |        |
| 1956  | Juan Manuel Fangio (4) | Ferrari                  | E                | Stirling Moss         | Peter Collins         | Non décerné  | Non décerné                       |              |        |
| 1957  | Juan Manuel Fangio (5) | Maserati                 | P                | Stirling Moss         | Luigi Musso           | Non décerné  | Non décerné                       |              |        |
| 1958  | Mike Hawthorn          | Ferrari                  | E                | Stirling Moss         | Tony Brooks           | Vanwall      | Vanwall 2,5 l L4                  |              |        |
| 1959  | Jack Brabham           | Cooper-Climax            | D                | Tony Brooks           | Stirling Moss         | Cooper       | Climax 2,5 l L4                   |              |        |
| 1960  | Jack Brabham (2)       | Cooper-Climax            | D                | Bruce McLaren         | Stirling Moss         | Cooper (2)   | Climax 2,5 l L4                   |              |        |
| 1961  | Phil Hill              | Ferrari                  | D                | Wolfgang von Trips    | Stirling Moss         | Ferrari      | Ferrari 1,5 l V6                  |              |        |
| 1962  | Graham Hill            | BRM                      | D                | Jim Clark             | Bruce McLaren         | BRM          | BRM 1,5 l V8                      |              |        |
| 1963  | Jim Clark              | Lotus-Climax             | D                | Graham Hill           | Richie Ginther        | Lotus        | Climax 1,5 l V8                   |              |        |
| 1964  | John Surtees           | Ferrari                  | D                | Graham Hill           | Jim Clark             | Ferrari (2)  | Ferrari 1,5 l V8                  |              |        |
| 1965  | Jim Clark (2)          | Lotus-Climax             | D                | Graham Hill           | Jackie Stewart        | Lotus (2)    | Climax 1,5 l V8                   |              |        |
| 1966  | Jack Brabham (3)       | Brabham-Repco            | G                | John Surtees          | Jochen Rindt          | Brabham      | Repco 3,0 l V8                    |              |        |
| 1967  | Denny Hulme            | Brabham-Repco            | G                | Jack Brabham          | Jim Clark             | Brabham (2)  | Repco 3,0 l V8                    |              |        |
| 1968  | Graham Hill (2)        | Lotus-Ford               | F                | Jackie Stewart        | Denny Hulme           | Lotus (3)    | Ford-Cosworth 3,0 l V8            |              |        |
| 1969  | Jackie Stewart         | Matra-Ford               | D                | Jacky Ickx            | Bruce McLaren         | Matra        | Ford-Cosworth 3,0 l V8            |              |        |
| 1970  | Jochen Rindt           | Lotus-Ford               | F                | Jacky Ickx            | Clay Regazzoni        | Lotus (4)    | Ford-Cosworth 3,0 l V8            |              |        |
| 1971  | Jackie Stewart (2)     | Tyrrell-Ford             | G                | Ronnie Peterson       | François Cevert       | Tyrrell      | Ford-Cosworth 3,0 l V8            |              |        |
| 1972  | Emerson Fittipaldi     | Lotus-Ford               | F                | Jackie Stewart        | Denny Hulme           | Lotus (5)    | Ford-Cosworth 3,0 l V8            |              |        |
| 1973  | Jackie Stewart (3)     | Tyrrell-Ford             | G                | Emerson Fittipaldi    | Ronnie Peterson       | Lotus (6)    | Ford-Cosworth 3,0 l V8            |              |        |
| 1974  | Emerson Fittipaldi (2) | McLaren-Ford             | G                | Clay Regazzoni        | Jody Scheckter        | McLaren      | Ford-Cosworth 3,0 l V8            |              |        |
| 1975  | Niki Lauda             | Ferrari                  | G                | Emerson Fittipaldi    | Carlos Reutemann      | Ferrari (3)  | Ferrari 3,0 l Flat-12             |              |        |
| 1976  | James Hunt             | McLaren-Ford             | G                | Niki Lauda            | Jody Scheckter        | Ferrari (4)  | Ferrari 3,0 l Flat-12             |              |        |
| 1977  | Niki Lauda (2)         | Ferrari                  | G                | Jody Scheckter        | Mario Andretti        | Ferrari (5)  | Ferrari 3,0 l Flat-12             |              |        |
| 1978  | Mario Andretti         | Lotus-Ford               | G                | Ronnie Peterson       | Carlos Reutemann      | Lotus (7)    | Ford-Cosworth 3,0 l V8            |              |        |
| 1979  | Jody Scheckter         | Ferrari                  | M                | Gilles Villeneuve     | Alan Jones            | Ferrari (6)  | Ferrari 3,0 l Flat-12             |              |        |
| 1980  | Alan Jones             | Williams-Ford            | G                | Nelson Piquet         | Carlos Reutemann      | Williams     | Ford-Cosworth 3,0 l V8            |              |        |
| 1981  | Nelson Piquet          | Brabham-Ford             | M G              | Carlos Reutemann      | Alan Jones            | Williams (2) | Ford-Cosworth 3,0 l V8            |              |        |
| 1982  | Keke Rosberg           | Williams-Ford            | G                | Didier Pironi         | John Watson           | Ferrari (7)  | Ferrari 1,5 l V6 Turbo            |              |        |
| 1983  | Nelson Piquet (2)      | Brabham-BMW              | M                | Alain Prost           | René Arnoux           | Ferrari (8)  | Ferrari 1,5 l V6 Turbo            |              |        |
| 1984  | Niki Lauda (3)         | McLaren-TAG Porsche      | M                | Alain Prost           | Elio De Angelis       | McLaren (2)  | TAG Porsche 1,5 l V6 Turbo        |              |        |
| 1985  | Alain Prost            | McLaren-TAG Porsche      | G                | Michele Alboreto      | Keke Rosberg          | McLaren (3)  | TAG Porsche 1,5 l V6 Turbo        |              |        |
| 1986  | Alain Prost (2)        | McLaren-TAG Porsche      | G                | Nigel Mansell         | Nelson Piquet         | Williams (3) | Honda 1,5 l V6 Turbo              |              |        |
| 1987  | Nelson Piquet (3)      | Williams-Honda           | G                | Nigel Mansell         | Ayrton Senna          | Williams (4) | Honda 1,5 l V6 Turbo              |              |        |
| 1988  | Ayrton Senna           | McLaren-Honda            | G                | Alain Prost           | Gerhard Berger        | McLaren (4)  | Honda 1,5 l V6 Turbo              |              |        |
| 1989  | Alain Prost (3)        | McLaren-Honda            | G                | Ayrton Senna          | Riccardo Patrese      | McLaren (5)  | Honda 3,5 l V10                   |              |        |
| 1990  | Ayrton Senna (2)       | McLaren-Honda            | G                | Alain Prost           | Nelson Piquet         | McLaren (6)  | Honda 3,5 l V10                   |              |        |
| 1991  | Ayrton Senna (3)       | McLaren-Honda            | G                | Nigel Mansell         | Riccardo Patrese      | McLaren (7)  | Honda 3,5 l V12                   |              |        |
| 1992  | Nigel Mansell          | Williams-Renault         | G                | Riccardo Patrese      | Michael Schumacher    | Williams (5) | Renault 3,5 l V10                 |              |        |
| 1993  | Alain Prost (4)        | Williams-Renault         | G                | Ayrton Senna          | Damon Hill            | Williams (6) | Renault 3,5 l V10                 |              |        |
| 1994  | Michael Schumacher     | Benetton-Ford            | G                | Damon Hill            | Gerhard Berger        | Williams (7) | Renault 3,5 l V10                 |              |        |
| 1995  | Michael Schumacher (2) | Benetton-Renault         | G                | Damon Hill            | David Coulthard       | Benetton     | Renault 3,0 l V10                 |              |        |
| 1996  | Damon Hill             | Williams-Renault         | G                | Jacques Villeneuve    | Michael Schumacher    | Williams (8) | Renault 3,0 l V10                 |              |        |
| 1997  | Jacques Villeneuve     | Williams-Renault         | G                | Heinz-Harald Frentzen | David Coulthard       | Williams (9) | Renault 3,0 l V10                 |              |        |
| 1998  | Mika Häkkinen          | McLaren-Mercedes         | B                | Michael Schumacher    | David Coulthard       | McLaren (8)  | Mercedes 3,0 l V10                |              |        |
| 1999  | Mika Häkkinen (2)      | McLaren-Mercedes         | B                | Eddie Irvine          | Heinz-Harald Frentzen | Ferrari (9)  | Ferrari 3,0 l V10                 |              |        |
| 2000  | Michael Schumacher (3) | Ferrari                  | B                | Mika Häkkinen         | David Coulthard       | Ferrari (10) | Ferrari 3,0 l V10                 |              |        |
| 2001  | Michael Schumacher (4) | Ferrari                  | B                | David Coulthard       | Rubens Barrichello    | Ferrari (11) | Ferrari 3,0 l V10                 |              |        |
| 2002  | Michael Schumacher (5) | Ferrari                  | B                | Rubens Barrichello    | Juan Pablo Montoya    | Ferrari (12) | Ferrari 3,0 l V10                 |              |        |
| 2003  | Michael Schumacher (6) | Ferrari                  | B                | Kimi Räikkönen        | Juan Pablo Montoya    | Ferrari (13) | Ferrari 3,0 l V10                 |              |        |
| 2004  | Michael Schumacher (7) | Ferrari                  | B                | Rubens Barrichello    | Jenson Button         | Ferrari (14) | Ferrari 3,0 l V10                 |              |        |
| 2005  | Fernando Alonso        | Renault                  | M                | Kimi Räikkönen        | Michael Schumacher    | Renault      | Renault 3,0 l V10                 |              |        |
| 2006  | Fernando Alonso (2)    | Renault                  | M                | Michael Schumacher    | Felipe Massa          | Renault (2)  | Renault 2,4 l V8                  |              |        |
| 2007  | Kimi Räikkönen         | Ferrari                  | B                | Lewis Hamilton        | Fernando Alonso       | Ferrari (15) | Ferrari 2,4 l V8                  |              |        |
| 2008  | Lewis Hamilton         | McLaren-Mercedes         | B                | Felipe Massa          | Kimi Räikkönen        | Ferrari (16) | Ferrari 2,4 l V8                  |              |        |
| 2009  | Jenson Button          | Brawn-Mercedes           | B                | Sebastian Vettel      | Rubens Barrichello    | Brawn        | Mercedes 2,4 l V8                 |              |        |
| 2010  | Sebastian Vettel       | Red Bull-Renault         | B                | Fernando Alonso       | Mark Webber           | Red Bull     | Renault 2,4 l V8                  |              |        |
| 2011  | Sebastian Vettel (2)   | Red Bull-Renault         | P                | Jenson Button         | Mark Webber           | Red Bull (2) | Renault 2,4 l V8                  |              |        |
| 2012  | Sebastian Vettel (3)   | Red Bull-Renault         | P                | Fernando Alonso       | Kimi Räikkönen        | Red Bull (3) | Renault 2,4 l V8                  |              |        |
| 2013  | Sebastian Vettel (4)   | Red Bull-Renault         | P                | Fernando Alonso       | Mark Webber           | Red Bull (4) | Renault 2,4 l V8                  |              |        |
| 2014  | Lewis Hamilton (2)     | Mercedes                 | P                | Nico Rosberg          | Daniel Ricciardo      | Mercedes     | Mercedes 1,6 l V6 Turbo hybride   |              |        |
| 2015  | Lewis Hamilton (3)     | Mercedes                 | P                | Nico Rosberg          | Sebastian Vettel      | Mercedes (2) | Mercedes 1,6 l V6 Turbo hybride   |              |        |
| 2016  | Nico Rosberg           | Mercedes                 | P                | Lewis Hamilton        | Daniel Ricciardo      | Mercedes (3) | Mercedes 1,6 l V6 Turbo hybride   |              |        |
| 2017  | Lewis Hamilton (4)     | Mercedes                 | P                | Sebastian Vettel      | Valtteri Bottas       | Mercedes (4) | Mercedes 1,6 l V6 Turbo hybride   |              |        |
| 2018  | Lewis Hamilton (5)     | Mercedes                 | P                | Sebastian Vettel      | Kimi Räikkönen        | Mercedes (5) | Mercedes 1,6 l V6 Turbo hybride   |              |        |
| 2019  | Lewis Hamilton (6)     | Mercedes                 | P                | Valtteri Bottas       | Max Verstappen        | Mercedes (6) | Mercedes 1,6 l V6 Turbo hybride   |              |        |
| 2020  | Lewis Hamilton (7)     | Mercedes                 | P                | Valtteri Bottas       | Max Verstappen        | Mercedes (7) | Mercedes 1,6 l V6 Turbo hybride   |              |        |
| 2021  | Max Verstappen         | Red Bull-Honda           | P                | Lewis Hamilton        | Valtteri Bottas       | Mercedes (8) | Mercedes 1,6 l V6 Turbo hybride   |              |        |
| 2022  | Max Verstappen (2)     | Red Bull-RBPT            | P                | Charles Leclerc       | Sergio Pérez          | Red Bull (5) | RBPT 1,6 l V6 Turbo hybride       |              |        |
| 2023  | Max Verstappen (3)     | Red Bull-Honda RBPT      | P                | Sergio Pérez          | Lewis Hamilton        | Red Bull (6) | Honda RBPT 1,6 l V6 Turbo hybride |              |        |
| 2024  | Max Verstappen (4)     | Red Bull-Honda RBPT      | P                | Lando Norris          | Charles Leclerc       | McLaren (9)  | Mercedes 1,6 l V6 Turbo hybride   |              |        |

1. 1 2  Les moteurs badgés RBPT en 2022 puis Honda RBPT à partir de 2023 sont entièrement conçus, assemblés et suivis par Honda.

## Palmarès des championnats du monde des constructeurs par saison
| Saison | Constructeur | Moteur     | Pneus | Pilotes                                                              | Pole positions | Victoires | Podiums | Meilleurs tours en course | Points | Avance (points) |
| ------ | ------------ | ---------- | ----- | -------------------------------------------------------------------- | -------------- | --------- | ------- | ------------------------- | ------ | --------------- |
| 1958   | Vanwall      | Vanwall    | D     | Stirling Moss Tony Brooks                                            | 5              | 6         | 9       | 3                         | 48     | 8               |
| 1959   | Cooper       | Climax     | D     | Jack Brabham Stirling Moss Bruce McLaren                             | 5              | 5         | 13      | 5                         | 40     | 8               |
| 1960   | Cooper       | Climax     | D     | Jack Brabham Bruce McLaren                                           | 4              | 6         | 14      | 5                         | 48     | 14              |
| 1961   | Ferrari      | Ferrari    | D     | Phil Hill Wolfgang von Trips                                         | 6              | 5         | 14      | 5                         | 45     | 10              |
| 1962   | BRM          | BRM        | D     | Graham Hill                                                          | 1              | 4         | 8       | 3                         | 42     | 6               |
| 1963   | Lotus        | Climax     | D     | Jim Clark                                                            | 7              | 7         | 9       | 6                         | 54     | 18              |
| 1964   | Ferrari      | Ferrari    | D     | John Surtees Lorenzo Bandini                                         | 2              | 3         | 10      | 2                         | 45     | 3               |
| 1965   | Lotus        | Climax     | D     | Jim Clark                                                            | 6              | 6         | 7       | 6                         | 54     | 9               |
| 1966   | Brabham      | Repco      | G     | Jack Brabham                                                         | 3              | 4         | 9       | 2                         | 42     | 11              |
| 1967   | Brabham      | Repco      | G     | Denny Hulme Jack Brabham                                             | 2              | 4         | 14      | 2                         | 63     | 19              |
| 1968   | Lotus        | Ford       | F     | Graham Hill Joseph Siffert Jim Clark Jackie Oliver                   | 5              | 5         | 9       | 5                         | 62     | 13              |
| 1969   | Matra        | Ford       | D     | Jackie Stewart Jean-Pierre Beltoise                                  | 2              | 6         | 10      | 6                         | 66     | 17              |
| 1970   | Lotus        | Ford       | F     | Jochen Rindt Emerson Fittipaldi Graham Hill John Miles               | 3              | 6         | 7       | 1                         | 59     | 7               |
| 1971   | Tyrrell      | Ford       | G     | Jackie Stewart François Cevert                                       | 6              | 7         | 11      | 4                         | 73     | 37              |
| 1972   | Lotus        | Ford       | F     | Emerson Fittipaldi                                                   | 3              | 5         | 8       | 4                         | 61     | 10              |
| 1973   | Lotus        | Ford       | G     | Emerson Fittipaldi Ronnie Peterson                                   | 10             | 7         | 15      | 7                         | 92     | 10              |
| 1974   | McLaren      | Ford       | G     | Emerson Fittipaldi Denny Hulme Mike Hailwood David Hobbs Jochen Mass | 2              | 4         | 10      | 1                         | 73     | 8               |
| 1975   | Ferrari      | Ferrari    | G     | Clay Regazzoni Niki Lauda                                            | 9              | 6         | 11      | 6                         | 72.5   | 18.5            |
| 1976   | Ferrari      | Ferrari    | G     | Niki Lauda Clay Regazzoni                                            | 4              | 6         | 13      | 7                         | 83     | 9               |
| 1977   | Ferrari      | Ferrari    | G     | Niki Lauda Carlos Reutemann                                          | 2              | 4         | 16      | 3                         | 95     | 33              |
| 1978   | Lotus        | Ford       | G     | Mario Andretti Ronnie Peterson                                       | 12             | 8         | 14      | 7                         | 86     | 28              |
| 1979   | Ferrari      | Ferrari    | M     | Jody Scheckter Gilles Villeneuve                                     | 2              | 6         | 13      | 6                         | 113    | 38              |
| 1980   | Williams     | Ford       | G     | Alan Jones Carlos Reutemann                                          | 3              | 6         | 18      | 5                         | 120    | 54              |
| 1981   | Williams     | Ford       | G     | Alan Jones Carlos Reutemann                                          | 2              | 4         | 13      | 7                         | 95     | 34              |
| 1982   | Ferrari      | Ferrari    | G     | Gilles Villeneuve Didier Pironi Patrick Tambay Mario Andretti        | 3              | 3         | 11      | 2                         | 74     | 5               |
| 1983   | Ferrari      | Ferrari    | G     | Patrick Tambay René Arnoux                                           | 8              | 4         | 12      | 3                         | 89     | 10              |
| 1984   | McLaren      | TAG        | M     | Alain Prost Niki Lauda                                               | 3              | 12        | 18      | 8                         | 143.5  | 86              |
| 1985   | McLaren      | TAG        | G     | Niki Lauda Alain Prost John Watson                                   | 2              | 6         | 12      | 6                         | 90     | 8               |
| 1986   | Williams     | Honda      | G     | Nigel Mansell Nelson Piquet                                          | 4              | 9         | 19      | 11                        | 141    | 45              |
| 1987   | Williams     | Honda      | G     | Nigel Mansell Nelson Piquet Riccardo Patrese                         | 12             | 9         | 18      | 7                         | 137    | 61              |
| 1988   | McLaren      | Honda      | G     | Alain Prost Ayrton Senna                                             | 15             | 15        | 25      | 10                        | 199    | 134             |
| 1989   | McLaren      | Honda      | G     | Ayrton Senna Alain Prost                                             | 15             | 10        | 18      | 8                         | 141    | 64              |
| 1990   | McLaren      | Honda      | G     | Ayrton Senna Gerhard Berger                                          | 12             | 6         | 18      | 5                         | 121    | 11              |
| 1991   | McLaren      | Honda      | G     | Ayrton Senna Gerhard Berger                                          | 10             | 8         | 18      | 4                         | 139    | 14              |
| 1992   | Williams     | Renault    | G     | Nigel Mansell Riccardo Patrese                                       | 15             | 10        | 21      | 11                        | 164    | 65              |
| 1993   | Williams     | Renault    | G     | Damon Hill Alain Prost                                               | 15             | 10        | 22      | 10                        | 168    | 84              |
| 1994   | Williams     | Renault    | G     | Damon Hill Ayrton Senna David Coulthard Nigel Mansell                | 6              | 7         | 13      | 8                         | 118    | 15              |
| 1995   | Benetton     | Renault    | G     | Michael Schumacher Johnny Herbert                                    | 4              | 11        | 15      | 8                         | 137    | 25              |
| 1996   | Williams     | Renault    | G     | Damon Hill Jacques Villeneuve                                        | 12             | 12        | 21      | 11                        | 175    | 105             |
| 1997   | Williams     | Renault    | G     | Jacques Villeneuve Heinz-Harald Frentzen                             | 10             | 8         | 15      | 9                         | 123    | 21              |
| 1998   | McLaren      | Mercedes   | B     | David Coulthard Mika Häkkinen                                        | 12             | 9         | 20      | 9                         | 156    | 23              |
| 1999   | Ferrari      | Ferrari    | B     | Michael Schumacher Eddie Irvine Mika Salo                            | 3              | 6         | 17      | 6                         | 128    | 4               |
| 2000   | Ferrari      | Ferrari    | B     | Michael Schumacher Rubens Barrichello                                | 10             | 10        | 21      | 5                         | 170    | 18              |
| 2001   | Ferrari      | Ferrari    | B     | Michael Schumacher Rubens Barrichello                                | 11             | 9         | 24      | 3                         | 179    | 77              |
| 2002   | Ferrari      | Ferrari    | B     | Michael Schumacher Rubens Barrichello                                | 10             | 15        | 27      | 12                        | 221    | 129             |
| 2003   | Ferrari      | Ferrari    | B     | Michael Schumacher Rubens Barrichello                                | 8              | 8         | 16      | 8                         | 158    | 14              |
| 2004   | Ferrari      | Ferrari    | B     | Michael Schumacher Rubens Barrichello                                | 12             | 15        | 29      | 14                        | 262    | 143             |
| 2005   | Renault      | Renault    | M     | Fernando Alonso Giancarlo Fisichella                                 | 7              | 8         | 18      | 3                         | 191    | 9               |
| 2006   | Renault      | Renault    | M     | Fernando Alonso Giancarlo Fisichella                                 | 7              | 8         | 19      | 5                         | 206    | 5               |
| 2007   | Ferrari      | Ferrari    | B     | Felipe Massa Kimi Räikkönen                                          | 11             | 9         | 22      | 11                        | 204    | 103             |
| 2008   | Ferrari      | Ferrari    | B     | Kimi Räikkönen Felipe Massa                                          | 8              | 8         | 19      | 13                        | 172    | 21              |
| 2009   | Brawn        | Mercedes   | B     | Jenson Button Rubens Barrichello                                     | 5              | 8         | 15      | 4                         | 172    | 18.5            |
| 2010   | Red Bull     | Renault    | B     | Sebastian Vettel Mark Webber                                         | 15             | 9         | 20      | 6                         | 498    | 44              |
| 2011   | Red Bull     | Renault    | P     | Sebastian Vettel Mark Webber                                         | 18             | 12        | 28      | 10                        | 650    | 153             |
| 2012   | Red Bull     | Renault    | P     | Sebastian Vettel Mark Webber                                         | 8              | 7         | 14      | 7                         | 460    | 60              |
| 2013   | Red Bull     | Renault    | P     | Sebastian Vettel Mark Webber                                         | 11             | 13        | 24      | 12                        | 596    | 236             |
| 2014   | Mercedes     | Mercedes   | P     | Nico Rosberg Lewis Hamilton                                          | 18             | 16        | 31      | 11                        | 701    | 296             |
| 2015   | Mercedes     | Mercedes   | P     | Nico Rosberg Lewis Hamilton                                          | 18             | 16        | 32      | 13                        | 703    | 275             |
| 2016   | Mercedes     | Mercedes   | P     | Nico Rosberg Lewis Hamilton                                          | 20             | 19        | 33      | 9                         | 765    | 297             |
| 2017   | Mercedes     | Mercedes   | P     | Lewis Hamilton Valtteri Bottas                                       | 15             | 12        | 26      | 9                         | 668    | 146             |
| 2018   | Mercedes     | Mercedes   | P     | Lewis Hamilton Valtteri Bottas                                       | 13             | 11        | 25      | 10                        | 655    | 84              |
| 2019   | Mercedes     | Mercedes   | P     | Lewis Hamilton Valtteri Bottas                                       | 10             | 15        | 33      | 9                         | 739    | 235             |
| 2020   | Mercedes     | Mercedes   | P     | Lewis Hamilton Valtteri Bottas George Russell                        | 16             | 13        | 25      | 9                         | 573    | 254             |
| 2021   | Mercedes     | Mercedes   | P     | Lewis Hamilton Valtteri Bottas                                       | 9              | 9         | 27      | 10                        | 613,5  | 28              |
| 2022   | Red Bull     | RBPT       | P     | Max Verstappen Sergio Pérez                                          | 8              | 17        | 28      | 8                         | 759    | 205             |
| 2023   | Red Bull     | Honda RBPT | P     | Max Verstappen Sergio Pérez                                          | 14             | 21        | 30      | 12                        | 860    | 451             |
| 2024   | McLaren      | Mercedes   | P     | Lando Norris Oscar Piastri                                           | 8              | 6         | 21      | 7                         | 666    | 14              |

## Champions du monde des pilotes

### Liste des champions du monde des pilotes classés par nombre de titres
| Titres | Pilotes            | Années                                   |
| ------ | ------------------ | ---------------------------------------- |
| 7      | Michael Schumacher | 1994, 1995, 2000, 2001, 2002, 2003, 2004 |
| 7      | Lewis Hamilton     | 2008, 2014, 2015, 2017, 2018, 2019, 2020 |
| 5      | Juan Manuel Fangio | 1951, 1954, 1955, 1956, 1957             |
| 4      | Alain Prost        | 1985, 1986, 1989, 1993                   |
| 4      | Sebastian Vettel   | 2010, 2011, 2012, 2013                   |
| 4      | Max Verstappen     | 2021, 2022, 2023, 2024                   |
| 3      | Jack Brabham       | 1959, 1960, 1966                         |
| 3      | Jackie Stewart     | 1969, 1971, 1973                         |
| 3      | Niki Lauda         | 1975, 1977, 1984                         |
| 3      | Nelson Piquet      | 1981, 1983, 1987                         |
| 3      | Ayrton Senna       | 1988, 1990, 1991                         |
| 2      | Alberto Ascari     | 1952, 1953                               |
| 2      | Jim Clark          | 1963, 1965                               |
| 2      | Graham Hill        | 1962, 1968                               |
| 2      | Emerson Fittipaldi | 1972, 1974                               |
| 2      | Mika Häkkinen      | 1998, 1999                               |
| 2      | Fernando Alonso    | 2005, 2006                               |
| 1      | Giuseppe Farina    | 1950                                     |
| 1      | Mike Hawthorn      | 1958                                     |
| 1      | Phil Hill          | 1961                                     |
| 1      | John Surtees       | 1964                                     |
| 1      | Denny Hulme        | 1967                                     |
| 1      | Jochen Rindt       | 1970                                     |
| 1      | James Hunt         | 1976                                     |
| 1      | Mario Andretti     | 1978                                     |
| 1      | Jody Scheckter     | 1979                                     |
| 1      | Alan Jones         | 1980                                     |
| 1      | Keke Rosberg       | 1982                                     |
| 1      | Nigel Mansell      | 1992                                     |
| 1      | Damon Hill         | 1996                                     |
| 1      | Jacques Villeneuve | 1997                                     |
| 1      | Kimi Räikkönen     | 2007                                     |
| 1      | Jenson Button      | 2009                                     |
| 1      | Nico Rosberg       | 2016                                     |

### Liste des champions du monde des pilotes classés par nationalité
| Titres | Pays             | Championnat |
| ------ | ---------------- | --- |
| 20     | Royaume-Uni      | 1958, 1962, 1963, 1964, 1965, 1968, 1969, 1971, 1973, 1976, 1992, 1996, 2008, 2009, 2014, 2015, 2017, 2018, 2019, 2020 |
| 12     | Allemagne        | 1994, 1995, 2000, 2001, 2002, 2003, 2004, 2010, 2011, 2012, 2013, 2016                                                 |
| 8      | Brésil           | 1972, 1974, 1981, 1983, 1987, 1988, 1990, 1991                                                                         |
| 5      | Argentine        | 1951, 1954, 1955, 1956, 1957                                                                                           |
| 4      | Australie        | 1959, 1960, 1966, 1980                                                                                                 |
| 4      | Autriche         | 1970, 1975, 1977, 1984                                                                                                 |
| 4      | France           | 1985, 1986, 1989, 1993                                                                                                 |
| 4      | Finlande         | 1982, 1998, 1999, 2007                                                                                                 |
| 4      | Pays-Bas         | 2021, 2022, 2023, 2024                                                                                                 |
| 3      | Italie           | 1950, 1952, 1953 |
| 2      | États-Unis       | 1961, 1978 |
| 2      | Espagne          | 2005, 2006 |
| 1      | Nouvelle-Zélande | 1967 |
| 1      | Afrique du Sud   | 1979 |
| 1      | Canada           | 1997 |

### Liste des champions du monde des pilotes classés par constructeur
| Titres | Constructeurs | Années                                                                                   |
| ------ | ------------- | ---------------------------------------------------------------------------------------- |
| 15     | Ferrari       | 1952, 1953, 1956, 1958, 1961, 1964, 1975, 1977, 1979, 2000, 2001, 2002, 2003, 2004, 2007 |
| 12     | McLaren       | 1974, 1976, 1984, 1985, 1986, 1988, 1989, 1990, 1991, 1998, 1999, 2008                   |
| 9      | Mercedes-Benz | 1954, 1955, 2014, 2015, 2016, 2017, 2018, 2019, 2020                                     |
| 8      | Red Bull      | 2010, 2011, 2012, 2013, 2021, 2022, 2023, 2024                                           |
| 8      | Williams      | 1980, 1982, 1987, 1992, 1993, 1996, 1997                                                 |
| 6      | Lotus         | 1963, 1965, 1968, 1970, 1972, 1978                                                       |
| 4      | Brabham       | 1966, 1967, 1981, 1983                                                                   |
| 2      | Alfa Romeo    | 1950, 1951                                                                               |
| 2      | Cooper        | 1959, 1960                                                                               |
| 2      | Tyrrell       | 1971, 1973                                                                               |
| 2      | Benetton      | 1994, 1995                                                                               |
| 2      | Renault       | 2005, 2006                                                                               |
| 1      | Maserati      | 1957                                                                                     |
| 1      | BRM           | 1962                                                                                     |
| 1      | Matra         | 1969                                                                                     |
| 1      | Brawn         | 2009                                                                                     |

### Liste des vice-champions du monde des pilotes classés par nombre de titres
| Titres | Pilotes               | Années                 |
| ------ | --------------------- | ---------------------- |
| 4      | Stirling Moss         | 1955, 1956, 1957, 1958 |
| 4      | Alain Prost           | 1983, 1984, 1988, 1990 |
| 3      | Lewis Hamilton        | 2007, 2016, 2021       |
| 3      | Graham Hill           | 1963, 1964, 1965       |
| 3      | Nigel Mansell         | 1986, 1987, 1991       |
| 3      | Fernando Alonso       | 2010, 2012, 2013       |
| 3      | Sebastian Vettel      | 2009, 2017, 2018       |
| 2      | Rubens Barrichello    | 2002, 2004             |
| 2      | Valtteri Bottas       | 2019, 2020             |
| 2      | Juan Manuel Fangio    | 1950, 1953             |
| 2      | Emerson Fittipaldi    | 1973, 1975             |
| 2      | Damon Hill            | 1994, 1995             |
| 2      | Jacky Ickx            | 1969, 1970             |
| 2      | Ronnie Peterson       | 1971, 1978             |
| 2      | Kimi Räikkönen        | 2003, 2005             |
| 2      | Nico Rosberg          | 2014, 2015             |
| 2      | Michael Schumacher    | 1998, 2006             |
| 2      | Ayrton Senna          | 1989, 1993             |
| 2      | Jackie Stewart        | 1968, 1972             |
| 1      | Lando Norris          | 2024                   |
| 1      | Sergio Pérez          | 2023                   |
| 1      | Michele Alboreto      | 1985                   |
| 1      | Alberto Ascari        | 1951                   |
| 1      | Jack Brabham          | 1967                   |
| 1      | Tony Brooks           | 1959                   |
| 1      | Jenson Button         | 2011                   |
| 1      | Jim Clark             | 1962                   |
| 1      | David Coulthard       | 2001                   |
| 1      | Giuseppe Farina       | 1952                   |
| 1      | Heinz-Harald Frentzen | 1997                   |
| 1      | José Froilán González | 1954                   |
| 1      | Mika Häkkinen         | 2000                   |
| 1      | Eddie Irvine          | 1999                   |
| 1      | Niki Lauda            | 1976                   |
| 1      | Charles Leclerc       | 2022                   |
| 1      | Felipe Massa          | 2008                   |
| 1      | Bruce McLaren         | 1960                   |
| 1      | Riccardo Patrese      | 1992                   |
| 1      | Nelson Piquet         | 1980                   |
| 1      | Didier Pironi         | 1982                   |
| 1      | Clay Regazzoni        | 1974                   |
| 1      | Carlos Reutemann      | 1981                   |
| 1      | Jody Scheckter        | 1977                   |
| 1      | John Surtees          | 1966                   |
| 1      | Wolfgang von Trips    | 1961                   |
| 1      | Gilles Villeneuve     | 1979                   |
| 1      | Jacques Villeneuve    | 1996                   |

## Champions du monde des constructeurs

### Liste des champions du monde des constructeurs classés par nombre de titres
| Titres | Constructeurs | Années                                                                                         |
| ------ | ------------- | ---------------------------------------------------------------------------------------------- |
| 16     | Ferrari       | 1961, 1964, 1975, 1976, 1977, 1979, 1982, 1983, 1999, 2000, 2001, 2002, 2003, 2004, 2007, 2008 |
| 9      | Williams      | 1980, 1981, 1986, 1987, 1992, 1993, 1994, 1996, 1997                                           |
| 9      | McLaren       | 1974, 1984, 1985, 1988, 1989, 1990, 1991, 1998, 2024                                           |
| 8      | Mercedes      | 2014, 2015, 2016, 2017, 2018, 2019, 2020, 2021                                                 |
| 7      | Lotus         | 1963, 1965, 1968, 1970, 1972, 1973, 1978                                                       |
| 6      | Red Bull      | 2010, 2011, 2012, 2013, 2022, 2023                                                             |
| 2      | Renault       | 2005, 2006                                                                                     |
| 2      | Brabham       | 1966, 1967                                                                                     |
| 2      | Cooper        | 1959, 1960                                                                                     |
| 1      | Brawn         | 2009                                                                                           |
| 1      | Benetton      | 1995                                                                                           |
| 1      | Tyrrell       | 1971                                                                                           |
| 1      | Matra         | 1969                                                                                           |
| 1      | BRM           | 1962                                                                                           |
| 1      | Vanwall       | 1958                                                                                           |

### Liste des champions du monde des constructeurs classés par pays
| Titres | Pays        | Championnat |
| ------ | ----------- | --- |
| 34     | Royaume-Uni | 1958, 1959, 1960, 1962, 1963, 1965, 1966, 1967, 1968, 1970, 1971, 1972, 1973, 1974, 1978, 1980, 1981, 1984, 1985, 1986, 1987, 1988, 1989, 1990, 1991, 1992, 1993, 1994, 1995, 1996, 1997, 1998, 2009, 2024 |
| 16     | Italie      | 1961, 1964, 1975, 1976, 1977, 1979, 1982, 1983, 1999, 2000, 2001, 2002, 2003, 2004, 2007, 2008 |
| 8      | Allemagne   | 2014, 2015, 2016, 2017, 2018, 2019, 2020, 2021 |
| 6      | Autriche    | 2010, 2011, 2012, 2013, 2022, 2023 |
| 3      | France      | 1969, 2005, 2006 |

## Autres classements

### Moteurs des écuries et pilotes titrés
Il n'existe pas de titre officiel de champion du monde attribué aux motoristes. Ce classement indique seulement le motoriste du champion du monde des pilotes et des constructeurs.
| Titres | Moteurs         | Années |
| ------ | --------------- | --- |
| 31     | Ferrari         | Pilote : 1952, 1953, 1956, 1958, 1961, 1964, 1975, 1977, 1979, 2000, 2001, 2002, 2003, 2004, 2007 Constructeur : 1961, 1964, 1975, 1976, 1977, 1979, 1982, 1983, 1999, 2000, 2001, 2002, 2003, 2004, 2007, 2008 |
| 24     | Mercedes-Benz   | Pilote : 1954, 1955, 1998, 1999, 2008, 2009, 2014, 2015, 2016, 2017, 2018, 2019, 2020 Constructeur : 1998, 2009, 2014, 2015, 2016, 2017, 2018, 2019, 2020, 2021, 2024                                           |
| 23     | Ford            | Pilote : 1968, 1969, 1970, 1971, 1972, 1973, 1974, 1976, 1978, 1980, 1981, 1982, 1994 Constructeur : 1968, 1969, 1970, 1971, 1972, 1973, 1974, 1978, 1980, 1981                                                 |
| 23     | Renault         | Pilote : 1992, 1993, 1995, 1996, 1997, 2005, 2006, 2010, 2011, 2012, 2013 Constructeur : 1992, 1993, 1994, 1995, 1996, 1997, 2005, 2006, 2010, 2011, 2012, 2013                                                 |
| 12     | Honda           | Pilote : 1987, 1988, 1989, 1990, 1991, 2021 Constructeur : 1986, 1987, 1988, 1989, 1990, 1991 |
| 8      | Coventry Climax | Pilote : 1959, 1960, 1963, 1965 Constructeur : 1959, 1960, 1963, 1965 |
| 5      | TAG             | Pilote : 1984, 1985, 1986 Constructeur : 1984, 1985 |
| 5      | Red Bull        | Pilote : 2022, 2023, 2024 Constructeur : 2022, 2023 |
| 4      | Repco           | Pilote : 1966, 1967 Constructeur : 1966, 1967 |
| 2      | Alfa Romeo      | Pilote : 1950, 1951 Constructeur : — |
| 2      | Maserati        | Pilote : 1954, 1957 Constructeur : — |
| 2      | BRM             | Pilote : 1962 Constructeur : 1962 |
| 1      | Vanwall         | Pilote : — Constructeur : 1958 |
| 1      | BMW             | Pilote : 1983 Constructeur : — |

### Pneumatiques des écuries et pilotes titrés
Il n'existe pas de titre officiel de champion du monde attribué aux manufacturiers de pneumatiques. Ce classement indique seulement le manufacturier du champion du monde des pilotes et des constructeurs.
| Titres | Pneus | Pneus       | Années |
| ------ | ----- | ----------- | --- |
| 51     | G     | Goodyear    | Pilote : 1966, 1967, 1971, 1973 à 1978, 1980, 1981, 1982, 1985 à 1997 Constructeur : 1966, 1967, 1971, 1973 à 1978, 1980 à 1983, 1985 à 1997 |
| 31     | P     | Pirelli     | Pilote : 1950 à 1954, 1957, 2011 à 2024 Constructeur : 2011 à 2024                                                                           |
| 21     | B     | Bridgestone | Pilote : 1998 à 2004, 2007 à 2010 Constructeur : 1998 à 2004, 2007 à 2010                                                                    |
| 17     | D     | Dunlop      | Pilote : 1959 à 1965, 1969 Constructeur : 1958 à 1965, 1969                                                                                  |
| 11     | M     | Michelin    | Pilote : 1979, 1981, 1983, 1984, 2005, 2006 Constructeur : 1979, 1981, 1984, 2005, 2006                                                      |
| 6      | F     | Firestone   | Pilote : 1968, 1970, 1972 Constructeur : 1968, 1970, 1972                                                                                    |
| 2      | C     | Continental | Pilote : 1954, 1955 |
| 2      | E     | Englebert   | Pilote : 1956, 1958 |